# Šķeltova socken
Šķeltova socken (lettiska: Šķeltovas pagasts) är ett administrativt område i Aglona kommun, Lettland.